# Alexi Laiho
Alexi Laiho születési nevén Markku Uula Aleksi Laiho (Espoo, 1979. április 8. – Helsinki, 2020. december 29.) finn zenész, a Children of Bodom melodic death metalegyüttes gitárosa és frontembere.

## Pályafutása

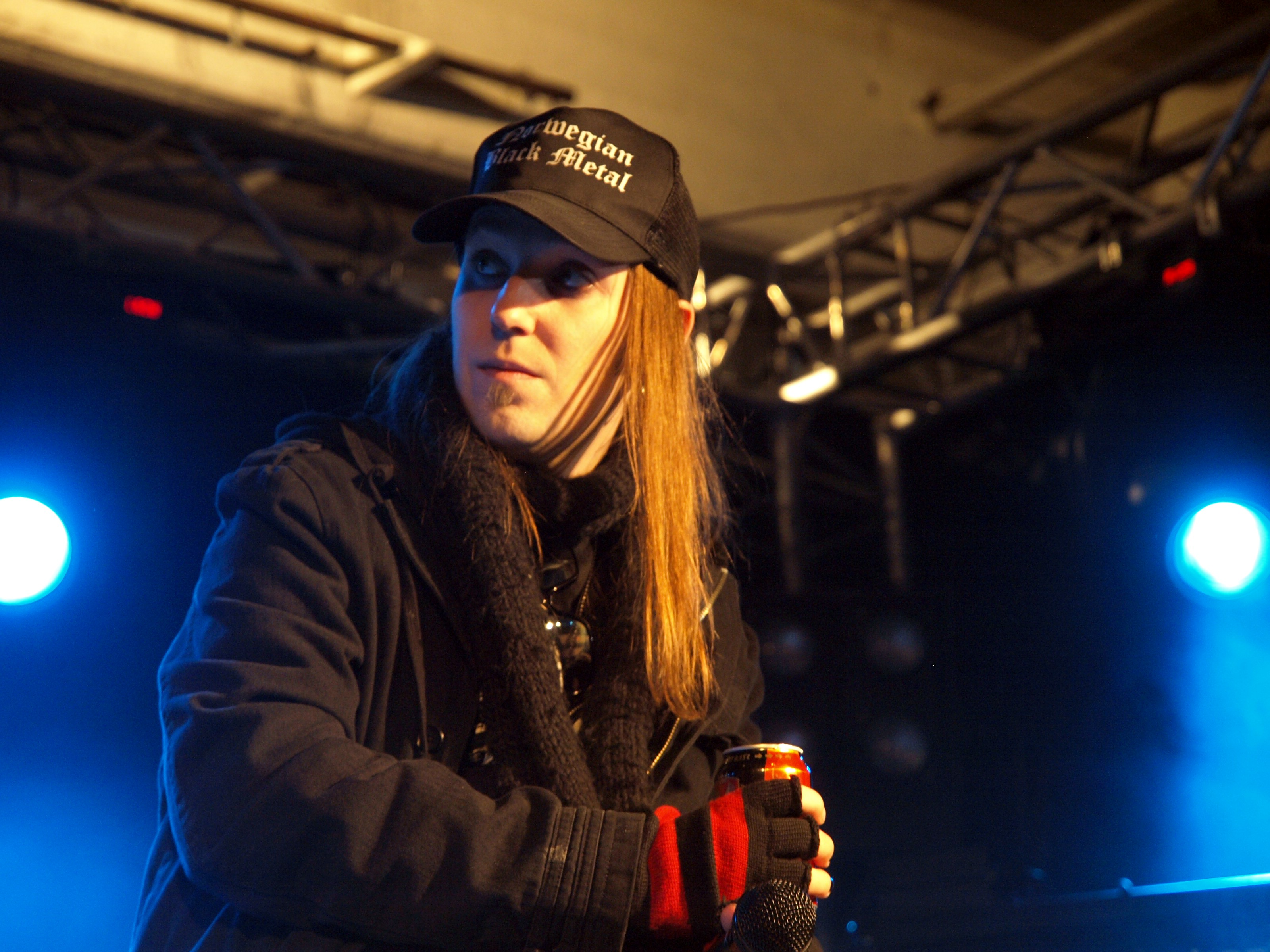

Mielőtt gitározni kezdett, öt éven át hegedülni tanult, ezután kezdett heavy metallal és rock and roll-lal foglalkozni. Becenevét, a Wildchildot egy W.A.S.P.-szám címéből vette. Steve Vai egy albumának hallatán döntött úgy tizenegy évesen, hogy gitáros lesz. Első gitárja egy Tokai Stratocaster volt, amit édesapjától kapott. A nővére glam rock albumain nőtt fel, többek között a Metallicán, a Guns N’ Roses-on és néhány black metal együttesen. Egyik kedvenc együttese a finn Stone, ahol Roope Latvala is játszott.
Tizenhat éves korában hagyta ott az iskolát, innentől kezdve teljes mértékben a gitározásra koncentrált. Énekelni is elkezdett, ebben Mille Petrozza volt a példaképe. Énekelni sosem tanult, bár a zeneiskolában, ahova járt, kötelező volt. 1993-ban alapította első death metal együttesét egyik legjobb barátjával, Jaska Raatikainennel, ez volt az Inearthed. Az első három demó elkészülte után 1997-ben belépett a Thy Serpentbe, de csak próbákon segítette ki a csapatot. Miután találtak gitárost, Laiho csak az Inearthedre koncentrált, melynek, miután megjelent a Something Wild, már Children of Bodom volt a neve.
A Something Wild európai turné után a Children of Bodom Moszkvába utazott. Itt együtt játszottak az Impaled Nazarennel, akik felkérték Laihót szólógitárosnak a zenekarba, de ő elmondta, hogy nem tud ott lenni minden koncertjükön, mivel a Children of Bodomot tartja legfontosabbnak. Ezek után újabb együttest erősített, a Sinergyt. A frontemberrel, Kimberly Gossal már régebben is találkozott, a Dimmu Borgir európai turnéján, és 1998-ban, amikor Janne-t iskolai elfoglaltságai miatt helyettesítette. 1998 és 1999 őszén a Sinergy és az Impaled Nazarene új albumához írt számokat.
Laiho legnagyobb példaképe Ozzy Osbourne, akinek éveken át volt fanatikus rajongója. 1999-ben azt mondta, legnagyobb álma, hogy egyszer Ozzy zenekarában játsszon. Nagy gyűjteménye van Ozzytól, és tetoválásait is hasonlóra csináltatta: jobb kezén egy HATE, a balon pedig egy COBHC felirat. Ezen kívül még számos tetoválása van, a legtöbbet a Hate Crew Deathroll megjelenése után csináltatta.
2000-ben feljátszott egy szólót a To/Die/For-nak, majd 2001-ben kiszállt az Impaled Nazarene-ből két főbb együttese miatt.
„Az Impaled Nazarene-koncertek mindig is különböztek egy Bodom koncerttől. Amikor Mexikóban voltam a srácokkal, először úgy gondoltam, hogy hagyom a picsába az egészet, nem bírom tovább. Minden reggel, mikor egy koncert után felébredtem a hotelben, az énekes, Luttinen kopogtatott 9-kor az ajtón, hogy keljek fel.”
Álma akkor vált igazán valóra, mikor Roope Latvala, kedvenc gitárosa csatlakozott a Sinergyhez, és együtt játszhattak, majd felvették az új Sinergy-albumot az Astia stúdióban. 2001-ben, és 2002-ben Alexanderrel és Jaskával néhány Norther-számban énekeltek háttérvokált. A Sinergy 2001-es albumának a címét – Suicide By My Side is ő adta, és az első számét, az 'I Spit on Your Grave-ét is, ami egy köpéssel kezdődik (ez is Alexi volt).
Roadként dolgozott és telemarketinggel foglalkozott („El kellett adnom egy rohadt szótárat a telefonon, de nem volt türelmem azokhoz a barmokhoz, úgyhogy otthagytam az egészet 2 hét után…”), mielőtt zenész lett, és szabadidejét vagy a gép előtt tölti egyéb játékokkal, vagy az autójával van elfoglalva. Egy Pontiac Firebird '79-e van. Főleg a régebbi autókat szereti.
A Children of Bodom dalszövegeit túlnyomó részben ő írja, kivétel a Silent Night Bodom Night, amit Kimberly Goss írt, és a Chokehold, amit Alexanderrel és Henkkával közösen. „Először írok egy számot, aztán még egyet, és ha az első nem hangzik olyan jól, akkor a jó részeket belőle egyszerűen újabb számokba rakom. Ez olyan, mint újrahasznosítani az anyagokat, ezért vannak tele a Bodom számok csak jó riffekkel…” Saját érzéseket ír le, mint például a gyűlöletet, az agressziót vagy a depressziót.
Több videó is készült, amiben Alexi mutat pár szólót először normális ütemben, majd lassabban. Ilyen például a Passage to the Reaper is, ahol Roope Latvalával gitározott. A japán gitármagazinokban többször jelent meg olyan melléklet, amiben Alexi szólói vagy tabok szerepeltek külön CD-n.
Nagyon szeret élőben játszani, és azt adni a közönségnek, amiért jöttek, ezért nem iszik túl sokat koncertek előtt. 1999-ben Mexikóban volt koncertjük, és ekkor megbetegedett, de nem akarta lemondani. Magas láza volt, és a ráadás előtt hányt is. A Sinergyvel egyszer törött lábbal játszott. 2003 szeptemberében kellett először lemondaniuk egy koncertet, mikor egy régi bordasérülése kiújult. A koncert előtt orvoshoz vitték. Egy pár fájdalomcsillapítót vett be, annak ellenére, hogy az orvos azt mondta, hogy csak egyet vegyen.
Felkerült a világ legjobb gitárosai listára, az egyik legfiatalabbként.

## Halála
2021. január 4-én járta be a világsajtót a hír, miszerint a zenész 2020. december 29-én elhunyt. Halálát a hosszú évekig tartó alkoholfüggősége miatt kialakult máj-és hasnyálmirigybetegsége okozta.

## Gitárjai
Dunlop Jazz III pengetőket használt. A Deadnight Warrior klipjében Alexi a saját gitárjával játszott: Ibanez RG 220B.
Volt még egy gitárja, egy Jackson RR Custom White Pinstripe, amit a Stone gitárosától vett. 1997-től 2002 szeptemberéig ezt használta. Első rendelésre készült gitárja egy Jackson RR Custom Wildchild volt, rajta egy sárga alapon fekete szöveggel feltüntetett Wildchild matricával. 2002 szeptemberében a Spinefeast után az együttes a próbatermükben bulizott, és Alexi lerakta gitárjait (a Stone és a Wildchild matricásat) a próbaterem hátsó részébe, ahonnan másnap reggelre ellopták őket. A Sinergy 2002-es novemberi turnéjára kölcsönkérte Roope Jackson RR Custom Green Pinstripe-ot. Ezt is használta a 2003-as SummerrockSon, bár a Sinergy turné alatt eltörött a nyaka. 2003-ban új felszerelést kaptak a Bodom gitárosai, ezúttal az ESP-től.

## Idézetek
- „Néha nagyon rosszul esett, de megérte. Sosem tekintettem magam olyan embernek, aki befolyással van a zenészekre, inkább olyannak, aki befolyásolható. Hallva gitárosokat, akik azt mondják, hogy hatottam rájuk egy olyan dolog, amitől úgy érzem, érdemes folytatni.”
- „Néha úgy érzem, ha valami rossz történik, a vigaszt a gitáromban találom, ami mindig ott lesz nekem. Sokszor aludtam már a gitárommal.”